# Flughafen Stuttgart
Flughafen Stuttgart, også benævnt Stuttgart Airport (IATA: STR, ICAO: EDDS), er den internationale lufthavn i byen Stuttgart, Tyskland, og ligger lidt over 10 km sydvest for byens centrum.
Det er den syvendestørste lufthavn i Tyskland.